# Arthur Lourié
Arthur Vincent Lourié (Russisch: Артур Винцент Лурье, Artoer Vincent Loerje) (Propojsk, nu: Slawharad, Gouvernement Mogiljow, 14 mei 1891 – Princeton, 12 oktober 1966) was een Wit-Russisch-Amerikaans componist. Zijn oorspronkelijke naam was Naoem Israilevitsj Loerja (Russisch: Наум Израилевич Лурья). Later nam hij de artiestennaam Arthur Vincent Lourié (Russisch: Артур Винцент Лурье) aan, in hulde voor Arthur Schopenhauer en Vincent van Gogh. Hij wordt beschouwd als een van de belangrijkste vertegenwoordigers van het muzikale futurisme.

## Levensloop

### Jeugd, opleiding en leven in Rusland
Lourié was een zoon in een welgesteld Joods gezin. Nog in Rusland bekeerde hij zich tot het katholicisme. Zijn muzikale vorming was aanvankelijk autodidactisch. Van 1909 tot 1913 studeerde hij aan het Conservatorium van Sint-Petersburg bij Maria Barinova (piano), zelf een leerlinge van Ferruccio Busoni, en bij Aleksandr Glazoenov (compositie). Hij verliet het conservatorium zonder een afsluitend diploma en sloot zich bij de kunstenaarskring van de futuristen aan. Hij raakte bevriend met dichteres Anna Achmatova, wier lyrische gedichten hij in 1914 op muziek zette. Tot zijn vrienden behoorde onder andere Vladimir Majakovski, Nikolaj Ivanovitsj Koelbin, Fjodor Sologoeb en Aleksandr Blok. Lourié wordt beschouwd als de eerste futuristische muzikant in Rusland, omdat hij samen met de kunstschilder Georgi Bogdanovitsj Jakoelov en de dichter Benedikt Livsjitz het Russische futuristische Manifest "Wij en het Westen" ondertekende. In het Manifest proclameerden de jonge Russische kunstenaars hun positie ten opzichte van het technocratisch gestempelde Italiaanse futurisme van Filippo Marinetti, die toen door Rusland reisde. De Russische kunstenaars wezen op hun zelfstandige positie tussen de Westelijke en de Oostelijke kunst en verkondigden de principes van de eenheid van de drie kunsten schilderij, woord en muziek alsook van een menselijk, organisch futurisme.
Zijn vroege pianowerken – vanaf 1908 – zijn formeel nog verwant aan de werken van Frédéric Chopin, Claude Debussy en aan de late werken van Alexander Skrjabin, maar ontwikkelen en nieuwe vorm van de muzikale discours. Mijlpalen zijn de in 1914 in een vroege dodecafonie geschreven Synthèses en Masques en zijn misschien bekendst pianowerk, de redelijk kubistische Formes en l’air uit 1915, een van de eerste werken in de 20e eeuw met grafische notatie-elementen.
Na de Russische Revolutie van 1917 werkte hij op de muziekafdeling van het volkscommissariaat van onderwijs (Narkompros = Narodny Kommissariat Prosvesjenieja), dat toen onder leiding stond van Anatoli Loenatsjarski. Alhoewel zijn politieke sympathieën aanvankelijk op de linkervleugel van de revolutie lagen, kwam hij onder vuur te liggen van critici en verloor zijn functie toen de machtsverhoudingen verschoven. Over Louriés activiteiten als commissaris deden – voor de avontuurlijke achtergrond van de revolutie, burgeroorlog en hongersnood – talloze geruchten de ronde. Hij reorganiseerde niet alleen het muzikale leven in de Sovjet-Unie, maar een van zijn verantwoordelijkheden was ook, dat hij in paleizen kostbare Italiaanse snaarinstrumenten in beslag moest nemen, die daarna door de Sovjetregering aan hun vermeende beste muzikanten en artiesten beschikbaar werden gesteld. Lourié werd met verwijten overstelpt; hij er van beschuldigd zijn positie te misbruiken, om zijn eigen muziek te laten drukken in een tijd dat het papier extreem schaars was. Dat de gedrukte werken ook christelijke werken waren, laat zien hoe naïef Lourié de politieke situatie inschatte; hij was als kunstenaar waarschijnlijk niet geschikt voor de intriges in een dergelijke positie. Zijn faam als Rode Commissaris begeleidde hem nog lange tijd tot aan zijn latere verblijf in Parijs en legde hem verschillende obstakels in de weg.
In deze periode deelde hij een huis met de Russische artiest Sergej Soedejkin en diens vrouw, de danseres Vera Soedejkina, beter bekend als Vera de Bosset en latere vrouw van Igor Stravinsky.

### In ballingschap
In augustus 1922 verliet hij Rusland per schip, hij zou zijn dochtertje Anna nooit weer zien. In Berlijn bezocht hij Ferruccio Busoni en raakte met hem bevriend. In Rusland werd zijn werk in de ban gedaan. Na een kort verblijf in Wiesbaden reisde hij in 1924 verder richting Parijs. In Parijs werd hij een bekende van de filosoof Jacques Maritain en werd via Vera de Bosset geïntroduceerd in het gezin van de componist Igor Stravinsky. Hij werd een van de fanatiekste pleitbezorgers van Stravinsky. De eerste contacten met de familie Stravinsky gingen terug tot 1918, toen Igor Stravinsky de toen nog commissaris zijnde Lourié om hulp vroeg bij de ingewikkelde emigratie van zijn moeder, die tijdens de revolutie in Rusland was gebleven. Lourié werd een soort persoonlijke assistent van Stravinsky, hij schreef pianotranscripties en artikelen over de muziek van zijn landgenoot; soms maakte hij zelfs deel uit van het gezin van Stravinsky. Aan het einde van de dertiger jaren brak Lourié met Stravinsky vanwege een ruzie met diens 2e vrouw Vera. Stravinsky heeft later alle sporen van Lourié uit zijn leven uitgewist.
De muzikale stijl van Lourié veranderde. Vanuit zijn vroegere klaarblijkelijk gebruik van radicalisme in zijn composities richt hij zich op een samentrekkende vorm van neoclassicisme en Russofiele nostalgie. Een dialoog met Stravinsky's werk uit diezelfde periode is ook in die mate duidelijk, dat Stravinsky ideeën kan hebben overgenomen van de jongere componist. Louriés A Little Chamber Music (1924) lijkt het werk Apollon Musagete (1927) van Stravinsky aan te kondigen en zijn Concerto spirituale, voor gemengd koor, piano en orkest (1929) de door Stravinsky in 1930 gecomponeerde Psalmensymfonie (1930).
Lourié was een man van brede opleiding, die zijn image van een dandy en estheet cultiveerde. In zijn vocale muziek gebruikte hij gedichten en teksten van verschillende auteurs zoals Sappho, Aleksandr Poesjkin, Stéphane Mallarmé, Paul Verlaine, Aleksandr Blok, Vladimir Majakovski, Heinrich Heine, Rainer Maria Rilke, Dante Alighieri en van klassiek Latijn en middeleeuwse Franse dichters. Uit talrijke artikelen en essays – samengevat in «Sanctification et Profanation du Temps» Paris, (1966) – blijkt dat hij een scherpzinnige waarnemer van zijn tijd geweest is, maar ook in de liefdevolle portretten van zijn collega-kunstenaars en vrienden in Sint-Petersburg onthult hij veel talent als schrijver. Hij was ook een getalenteerd kunstschilder.

### Amerikaanse jaren
Toen de Duitsers in 1941 Parijs bezetten, vluchtte hij met de steun van Serge Koussevitzky naar de Verenigde Staten. Hij vestigde zich in New York. In ballingschap in Amerika slaagde hij erin verschillende invloeden in een stijl van grote persoonlijke eigenheid te versmelten; zijn werken geven blijk van een aanmerkelijk compositorisch meesterschap. Meer dan tien jaar schreef hij aan de opera De Moor van Peter de Grote (1949-1961) naar het gelijknamige verhaal van Aleksandr Poesjkin. De bekende dirigent Leopold Stokowski heeft de suite uit deze opera op een langspeelplaat opgenomen. In 1948 componeerde hij Little Gidding, voor tenor en instrumenten op een tekst van T.S. Eliot en ook daar kan weer een brug geslagen worden met Igor Stravinsky, die dezelfde tekst in zijn The Dove Descending (1962) gebruikte.

## Composities

### Werken voor orkest
- 1918 Onze mars, melodrama voor spreken en orkest – tekst: Vladimir Majakovski
- 1924 A Little Chamber Music, voor viool en kamerorkest
- 1930 Symfonie nr. 1 – Dialectische Symfonie
  1. Allegro I : Moderato Allegro II: Scherzoso Allegro III: Stringendo alla cadenza
  2. Adagio I: Quasi recitatieve Adagio II: Arioso
- 1931-1933 Suite uit de balletopera "Het feestmaal tijdens de pest"
- 1931-1933 Het feestmaal tijdens de pest, voor vocale solisten en orkest – tekst: Aleksandr Poesjkin
- 1939 Kormtchaia-Symfonie (Kormčaja Simfonija – Strastej smuscenie, Kormcaja rozdaja Gospoda, I burju utisi pogresenii, Bogonevestnaja)
  1. Moderato
  2. L’istesso tempo
  3. Ostinato I quasi fantastico
  4. Tempo mosso di Marcia
  5. Ostinato II, in tempo di Marcia
  6. Presto in tempo appassionato
  7. Tempo primo
  8. Introduzione del Finale: tempo di Cavatina
  9. Finale: Allegro
  10. Postlude. Arioso, poi Ostinato III
- 1941 Symfonie nr. 2
- 1943 Symphonic Suite from "The Feast during the Plague"
- 1945 Concerto da Camera, voor viool en kamerorkest
- 1961 Suite uit de opera "De Moor van Peter de Grote" (The Blackamoor Suite – A Symphonic Prose)
- Apeiron, voor orkest

### Werken voor harmonieorkest
- 1921 Treurlied over de dood van een dichter – zie werken voor koor
- 1942 De ordinatione angelorum – zie missen en andere kerkmuziek
- 1951 Anathema – zie werken voor koor

### Missen en andere kerkmuziek
- 1915-1917 Corona Carminum Sacrorum, voor zangstem en piano 
  1. Ave Maria
  2. Salve Regina
  3. Inviolata
- 1924 Regina coeli, voor zangstem, hobo en trompet
- 1928 Sonata liturgique (deel 1), voor vrouwenstemmen (5 tot 12 alt), piano en kamerensemble
- 1935 Tu es Petrus!, motet voor gemengd koor a capella
- 1938 A Cristo crucificado ante el mar, voor bariton (of mezzosopraan) en piano – tekst: José Bergamin
- 1942 De ordinatione angelorum, voor solisten, gemengd koor en blazers (2 trompetten, 2 trombones en tuba) – tekst: Jacques Maritain, naar "Summa Theologiae I , Quaestio 108" van Thomas van Aquino
- 1946 Cristo crucificado ante el mar, voor gemengd koor
- 1952 Postcommunion, voor 5 vrouwenstemmen a capella – tekst: naar Jacques Maritain
- 1952 Inno a San Benedetto il Moro, voor 2 solisten, gemengd koor en orkest
- Sonata liturgique (deel 2)

### Muziektheater

#### Opera's
| Voltooid in | titel                                            | aktes       | première        | libretto                              |
| ----------- | ------------------------------------------------ | ----------- | --------------- | ------------------------------------- |
| 1949-1961   | De Moor van Peter de Grote (Arap Petra Velikogo) | 3 bedrijven | niet uitgevoerd | Irina Graham, naar Aleksandr Poesjkin |

#### Balletten
| Voltooid in | titel                                      | aktes   | première               | libretto | choreografie |
| ----------- | ------------------------------------------ | ------- | ---------------------- | --- | ------------ |
| voor 1922   | La masque de niege                         |         |                        | |              |
| 1933        | Het feestmaal tijdens de pest              | 2 aktes | 5 januari 1945, Boston | van de componist naar teksten van Aleksandr Poesjkin "Een feest tijdens de pest", Pentateuch, Ausonius en Francesco Petrarca |              |
| 1937-1938   | Invitation à une tasse de lait             |         | alleen schetsen        | Henri de Toulouse-Lautrec (Croquis de ballet en quatre scherzos)                                                             |              |
|             | Le diable boiteux, choreografisch fragment |         |                        | naar Jacques Cazotte |              |

#### Toneelmuziek
- 1917 Ošibka baryšni smerti (Der Fehler des Fräulein Tod) – tekst: Velimir Chlebnikov
  1. Prelude
  2. Allegro
  3. Lent
  4. Pervyy tanets baryshni Smerti
  5. Ytoroy tanets barysni Smerti

### Vocale muziek

#### Cantates
- 1919 In het heiligdom van de gouden dromen (Dans le temple du rêve d'or),, symfonische cantate voor sopraan en gemengd koor a capella – tekst: Aleksandr Blok
- 1931-1933 Het feestmaal tijdens de pest, voor gemengd koor en piano – tekst: Aleksandr Poesjkin
- 1937 La Naissance de la beauté (Roždestvo Bogorodicy), cantate voor 6 sopranen, vrouwenkoor en instrumentaal ensemble (klarinet, fagot; klavecimbel/piano en Cymbales Antiques) – tekst: Jules Supervielle
- 1964 Sibylla dicit, cantate voor vrouwenstemmen, 2 trompetten, 2 trombones en bekkens

#### Werken voor koor
- 1921 Aanklacht, voor vrouwenkoor en strijkorkest – tekst: Dante Alighieri
- 1921 Treurlied over de dood van een dichter (Chant funèbre sur la mort d'un poète), voor twee gemengde koren en 12 blazers – tekst: naar Anna Achmatova
- 1928-1929 Concerto spirituale, voor solisten, koren, piano, koperblaasinstrumenten en contrabasorkest
- 1951 Anathema, motet voor tenor, bariton, bas, mannenkoor en blazers (2 hobo's, 2 fagotten, 2 trompetten en 2 trombones)
  1. Introit. Et hoc scientes tempus (Adagio I)
  2. Inimicus improperavit (Adagio II)
  3. Ecce relinquetur (Adagio III)
  4. Interlude (Adagio IV)
  5. Quis est, qui vincit (Adagio V)

#### Liederen
- 1914 Rozenkrans (Četki), 10 liederen (5 liederen zijn verloren gegaan) – tekst: Anna Achmatova
- 1914 De stem van de muziek, voor zangstemmen, 2 violen en 2 altviolen
- 1914 Quasi Valse, voor zangstem en piano – tekst: Michail Koezmin
- 1915 Das Weinen der Jungfrau Maria – Plač Bogorodcy (Fragments d'une chanson pieuse du XIII. siècle), voor zangstem, viool, altviool en cello, op. 26
- 1915 Suite Japonaise, voor zangstem en piano
- 1915 Trioletten, voor zangstem en piano – tekst: Fjodor Sologoeb
- 1915 Cinq rondeau de Christine de Pisan (La dame chante doucement), voor zangstem en harp
- 1917 Rondel de Stéphane Mallarmé, voor zangstem en piano
- 1917 ABC – naar Lev Tolstoj, voor zangstem en piano
- 1918 Twaalf Griekse liederen (Grečeskie Pesni), voor zangstem en piano – tekst: Sappho
- 1918 Elysium, 8 liederen in 2 boeken voor zangstem en piano – tekst: Aleksandr Poesjkin
- 1918 Onze mars, melodrama voor zangstem en piano – tekst: Vladimir Majakovski
- 1919 Tri svetlych carja (Die Heiligen Drei Könige), voor zangstem en piano – tekst: Heinrich Heine, Russische vertaling: Aleksandr Blok
- 1919 Bolotnyj popik (Das Sumpfäffchen), voor zangstem en piano – tekst: Aleksandr Blok
- 1920 Der Marsch des Kommandore (uit "Don Juan"), voor zangstem en piano
- 1920-1927 Die schmale Lyra (Uzkaja lira – "Herinneringen aan Sint-Petersburg"), voor zangstem en piano 
  1. Govorjat čerty (De duivels praten) – tekst: Aleksandr Blok
  2. Slovo miloj (De Stem van de geliefde) – tekst: Aleksandr Poesjkin
  3. Grafine Rostopčinoj (De graafin Rostopcina) – tekst: Michail Lermontov
  4. Posvjaščenie (Toewijding) – tekst: Anna Achmatova
  5. Čerez dvenadcat’let (Na twaalf jaren) – tekst: Aleksandr Blok
  6. Toska vospominanija (Zwaarmoedigheid aan de herinnering) – tekst: Michail Lermontov
  7. Tjutčev (Pour vous à déchiffrer toute seule) – (alleen titel/stuk niet voltooid)
- 1921 2 Wiegeliederen, voor zangstem en piano – tekst: Anna Achmatova
- 1921 Chant de gueses, voor sopraan, contra-alt en althobo
- 1923 Improperium, voor zangstem, 4 violen en contrabas
- 1926 Improperium, voor bariton, 2 violen en contrabas
- 1926 Lied van de brigade, voor zangstem en piano
- 1928 Horleges de la passion, voor zangstem en piano
- 1934 Procession, voor 2 vrouwenstemmen en piano – tekst: Jacques Maritain
- 1934 Deux Madrigaux, voor zangstem en piano – tekst: Maurice Scève (1500-1560)
- 1941 Herinnering aan het verleden (Vospominanija), voor zangstem en piano – tekst: Michail Lermontov
- 1941 Two poems, voor zangstem, hobo, klarinet in A, fagot en strijkers – tekst: James Joyce
  1. Ecce puer
  2. Alone
- 1948 Little Gidding, 4 intonaties voor tenor en instrumenten (dwarsfluit, hobo, klarinet in A, fagot, piano, hangende bekkens en strijkers) – tekst: T.S. Eliot
  1. Prelude by the purification of the motive
  2. Ash
  3. The dove
  4. With the drawing of his love and the voice of his calling
- 1948 Ave atque vale, drie Dionysos-Dithyrambes voor zangstem en piano – tekst: Friedrich Nietzsche
  1. Nicht lange dürstest du noch, verbranntes Herz
  2. Tag meines Lebens
  3. Heiterkeit, güldene komm!
- 1950? Het lied van Mitja Karamasov, voor zangstem en piano
- 1958 Paysage de sons, voor zangstem en piano – tekst: naar Vincent van Gogh
- 1959 Ernste Stunde, voor zangstem en piano – tekst: Rainer Maria Rilke
- Twee gedichten, voor zangstem en piano, op. 5 – tekst: Paul Verlaine
- Tzigane nr. 2, voor zangstem en piano

### Kamermuziek
- 1910 Strijkkwartet in Microtonen
- 1915 Strijkkwartet nr. 1
- 1916 Pastorale de la Volga, voor hobo, fagot, 2 altviolen en cello
- 1923 Strijkkwartet nr. 2
- 1924 Sonate, voor viool en contrabas
- 1926 Suite voor strijkkwartet – Strijkkwartet nr. 3
- 1935 La Flute a traverse le violon
- 1943 Divertimento, voor violen en altviolen
- 1964 Funeral Games in Honor of Chronos, voor dwarsfluit, piano en bekkens
- Epilog, voor strijkkwartet en contrabas
- Phrasen, voor dwarsfluit en piano

### Werken voor piano
- 1908-1910 Vijf fragiele preludes, op. 1
- 1910 Deux estampes, op. 2
- 1912 Deux poèmes, op. 8
- 1912 Quatre poèmes, op. 10
- 1913 Masques, 7 stukken op. 13
- 1913 Spleen empoisonnée
- 1914 2 Mazurkas (Tentations), op. 7
- 1914 Synthèses, 5 stukken op. 14
- 1914 Menuet naar Gluck
- 1915 Formes en l'air (Vormen in de lucht) – à Pablo Picasso, 3 stukken
- 1915 Dagplan (Dnevnoj uzor), 5 stukken
- 1917 Upmann (Kuritelnaja šutka)
- 1917 Sonatine nr. 3
- 1917 Rojal’v detskoj Piano-Gosse, 7 stukken
- 1917 Royal´ V detskoy, 8 stukken
- 1924-1927 Vier stukken
- 1928 Nocturnes in Bes
- 1928 Intermezzo
- 1938 2 werken
  1. Berceuse de la chevrette
  2. A Phoenix Park Nocturne
- 1957 Kleine suite in F
- Drie etudes, op. 4
- Intermède enfantine, op. 3
- Salomé – Liturgie Sonatina, op. 11
- Sonatine nr. 1
- Sonatine nr. 2
- Waanzin – Synthèses, op.16